# La palude del diavolo
La palude del diavolo (nell'originale francese La mare au diable) è un breve romanzo sentimentale della scrittrice George Sand del 1846. Appartiene alla produzione cosiddetta campestre dell'autrice.

## Trama
Il romanzo è ambientato in un piccolo villaggio rurale nel centro della Francia e nei suoi dintorni.
Il protagonista è Germain, un giovane vedovo con tre figli ancora molto attaccato al ricordo della moglie che vive con i genitori di lei lavorando la terra.
Il suocero Maurice lo convince però a cercarsi un'altra moglie e gli consiglia Catherine, una vedova della vicina cittadina di Fourche.
Germain dovrà dunque andare a Fourche per convincere Catherine e il padre di lei alle nozze.
La vicina di casa di Germain, venuta a sapere che lui si recherà a Fourche, gli chiede se può accompagnare la sua giovane figlia Marie che deve lavorare in una fattoria sulla strada.
Germain parte quindi a cavallo della Bigia portando suo figlio Pierre e la sedicenne Marie.
Durante l'attraversamento di una landa paludosa di notte, Germain perde l'orientamento e si vede costretto a passare la notte in mezzo agli alberi, finendo per perdere anche il cavallo. Il freddo e la fame iniziano a tormentare i tre personaggi, ma la giovane Marie dimostra di avere grande resistenza e di essere molto pratica nel risolvere i problemi che via via si presentano. 
Germain, già poco convinto sul prendere in moglie una sconosciuta, rimane molto impressionato dalle sue qualità, finendo per innamorarsene, ma lei lo rifiuta, perché è troppo povera e lui troppo grande.
La mattina, ritrovata la via, il trio si separa, con Germain diretto a Fourche e Marie e Pierre alla fattoria degli Olmi.
Dopo aver recuperato la Bigia, arrivato nella casa di Catherine il giovane si accorge però di non essere l'unico pretendente, ma che altri tre uomini si contendono le attenzioni della vedova.
Colpito negativamente dal comportamento di quest'ultima, Germain confessa al padre di lei di essere giunto là solo per concludere qualche affare, e infatti va via senza degnare Catherine neanche di uno sguardo.
Raggiunta la fattoria degli Olmi viene a sapere però che Marie e suo figlio sono già andati via e si sono recati proprio a casa di Catherine. Tornato sui suoi passi, scopre però che i due giovani sono stati scacciati dalla casa di Catherine senza tanti complimenti.

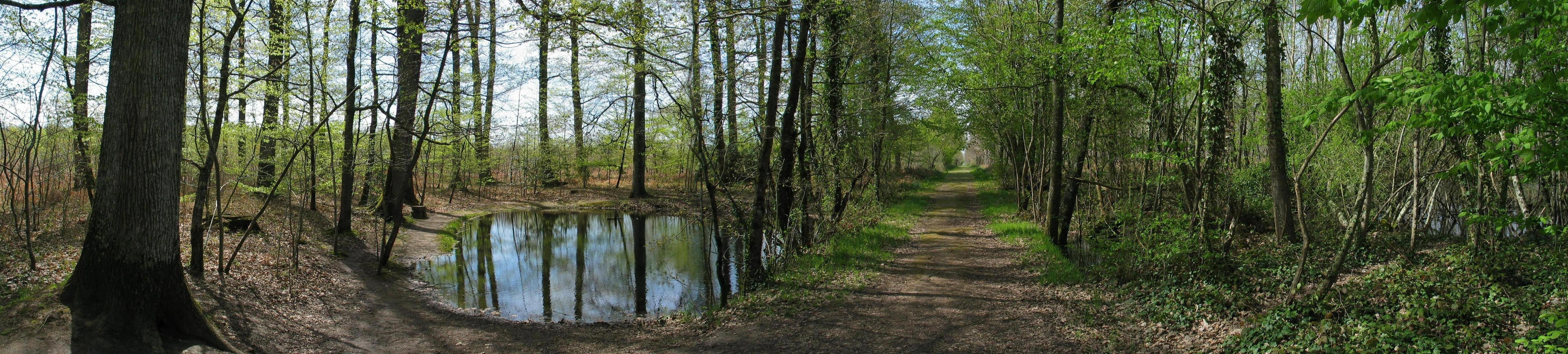
La palude del diavolo (2004), Mers-sur-Indre (Francia).

Ripresa la strada per casa, viene a sapere da alcuni abitanti del luogo che Marie e Pierre sono stati visti sulla strada e che il fittavolo della fattoria degli Olmi li seguiva a cavallo. Raggiunto da Germaine, l'uomo spiega di aver reputato Marie troppo debole per il lavoro di pastora e che do volerle restituire la borsa che ha dimenticato nella fattoria. Raggiunta però la ragazza e il bambino, Germain viene a scoprire che l'uomo aveva tentato di approfittare della ragazza ed ingaggia una lotta con lui risultandone vincitore.
I tre ritornano al paese dove Marie e Germain per qualche tempo conducono vite separate, senza neanche guardarsi in viso. 
Dopo aver confidato alla suocera il suo amore per Marie, Germain riesce a fare breccia nel cuore della giovane che accetta di sposarlo.
Il romanzo termina quindi con un'accurata descrizione del matrimonio.